# Peles Empire
Peles Empire ist der Name einer Künstlergruppe, die seit 2005 zusammenarbeitet und dabei Kunstwerke hauptsächlich auf Basis des rumänischen Schlosses Peleș schafft, welches in Sinaia in den Karpaten steht und in einem historisierenden Stil gestaltet wurde. In ihren Skulpturen und Installationen rekonstruieren, reproduzieren, kopieren und collagieren sie teilweise die Ausstattung des Schlosses mithilfe von Fotografien. Die Gruppe besteht aus Barbara Wolff (* 1980, Făgăraș, Rumänien) und Katharina Stöver (* 1982, Gießen) und ehemals noch dem britischen Koch Marc Cohen (* 1984).
Wolff und Stöver studierten Kunst an der Städelschule in Frankfurt am Main in den Klassen Wolfgang Tillmans, Michael Krebber und Hermann Nitsch und zudem an der Slade School of Fine Art und der Royal Academy of Arts in London.
Die Arbeiten des Kollektivs werden vertreten durch die Berliner Galerie Wentrup.

## Ausstellungen
- 2017 Skulptur Projekte Münster
- 2017 Kunstverein Hannover, Teil von PRODUKTION. Made in Germany drei, Hannover
- 2017 remnant, Kunstverein Kassel, Kassel
- 2017 Portikus XXX, Portikus, Frankfurt

## Auszeichnungen
- 2007 MAK Schindler Scholarship, Los Angeles
- 2009 Deutsche Bank Award
- 2011 Hessische Kulturstiftung
- 2012 Temple Bar Gallery and Studios Residency, Dublin
- 2013 Kunststiftung Baden-Württemberg
- 2016 Scholarship Stiftung Kunstfonds